# Tinatin Kajrishvili
Tinatin Kajrishvili (en géorgien : თინათინ ყაჯრიშვილი et phonétiquement en français : Tinatine Khadjrichvili), née le 28 mai 1978 , en Géorgie, est une cinéaste géorgienne qui a réalisé des courts et longs métrages, écrit des scénarios et produit des films,.

## Biographie
Elle se forme d’abord à la Faculté de cinéma et de télévision de l'Université d'État de théâtre et de cinéma Chota Roustavéli de Tbilissi, avant de suivre des cours de perfectionnement à l’étranger, à Bruxelles en particulier auprès des Entrepreneurs de l’audio-visuel (EAVE). 
En 2012, dans son court métrage « Rêve de Paris », elle approfondit sa connaissance de la culture française : le scénario met en scène le concours de langue française organisé en Kakhétie et dont le vainqueur gagne un voyage à Paris (histoire réelle). Deux années plus tard, son premier long métrage -Brides en anglais et Les Mariées en français- est une production franco-géorgienne soutenue par le CNC français, qui relate la question des femmes géorgiennes dont le compagnon est en prison.

## Filmographie

### Long métrage
- 2014: Brides, Les Mariées (Patardzlebi)
- 2018: Horizon
- 2023: Citizen Saint[4]

### Courts métrages
- 2016: L’invité (L’invité)[5]
- 2012: Otsneba Parizi (Rêve de Paris)
- 2011: Shavi Tuta (Mûre noire)

## Prix
- 2014, Brides : 3e Prix du Public – Film de Fiction du 64e festival international du film de Berlin dans la section Panorama, sélection pour la compétition officielle (World Narrative Competition) du Festival du film de Tribeca[6], Prix d'Excellence pour la réalisation du Festival du Film Scarborough Worldwide
- 2014, Les Mariées: sélection pour la compétition officielle du Festival du film de Cabourg 2015[3].